# هزارلی (آرتوین)
هزارلی (به ترکی استانبولی: Hızarlı) یک منطقهٔ مسکونی در ترکیه است که در آرتوین واقع شده‌است. هزارلی ۱۰۵ نفر جمعیت دارد.